# لوک سبها
لوک سابا یا لوک سابها به معنی خانه مردم (هندی: लोक सभा) در هند مجلس سفلا برای پارلمان این کشور است. مجلس اعلای آن راجیه سبها است.

## دو پارلمان هند
هندوستان دارای دو پارلمان است.
لوک‌سابا (مجلس عوام) ۵۴۵ نماینده دارد، که ۵۳۰ نفر با رای مستقیم شهروندان و ۱۳ نفر از ۷ فرمانداری کل انتخاب و به مجلس عوام راه پیدا می‌کنند. ۲ نفر را نیز رئیس‌جمهور از میان بریتانیایی‌های هندی‌تبار برمی‌گزیند. معرفی و رسمیت نخست‌وزیر از طریق حزب حاکم یا ائتلاف احزاب در مجلس عوام (لوک‌سابا) صورت می‌پذیرد.
نمایندگان راجیاسابا (سنا) ۲۵۰ نفرند که ۱۲ تن از آنها را رئیس‌جمهور برمی‌گزیند و بقیه را نمایندگان مجالس ایالتی انتخاب می‌کنند. ریاست مجلس به‌طور معمول با معاون رئیس‌جمهور است.